# Calceolaria myriophylla
Calceolaria myriophylla är en toffelblomsväxtart som beskrevs av Kränzl.. Calceolaria myriophylla ingår i släktet toffelblommor, och familjen toffelblomsväxter. Inga underarter finns listade i Catalogue of Life.